# Zonspinnen
Zonspinnen (Solpugidae) vormen een familie binnen de orde van de rolspinnen (Solifugae).

## Kenmerken
Deze dieren hebben een lichtbruin of geelachtig lichaam, soms opvallend getekend. Het aantal tarsusleden aan de 4 pootparen is variabel. Uitgezonderd het eerste potenpaar zijn alle andere potenparen geklauwd. De cheliceren, waarmee ze hun prooien doden, zijn naar voren gericht. De lichaamslengte varieert van 0,6 tot 6 centimeter.

## Leefwijze
Sommige soorten zijn dagactief, terwijl andere soorten zich dan verbergen in spleten, onder stenen of in holletjes in het zand. Ze gaan dan 's nachts in de boomkruinen op jacht.

## Voortplanting
Een legsel bestaat meestal uit klompjes van 20 tot 100 eieren.

## Verspreiding en leefgebied
Deze familie komt voor in Afrika en West-Azië.